# Ballekatte, Chiknayakanhalli
Ballekatte là một làng thuộc tehsil Chiknayakanhalli, huyện Tumkur, bang Karnataka, Ấn Độ.